# Lispe sordida
Lispe sordida este o specie de muște din genul Lispe, familia Muscidae. A fost descrisă pentru prima dată de Aldrich în anul 1913. Conform Catalogue of Life specia Lispe sordida nu are subspecii cunoscute.